# 謝韋爾內島 (弗霍德內埃群島)
謝韋爾內島是俄羅斯的島嶼，屬於北地群島的一部分，位於布爾什維克島以南的拉普捷夫海，由克拉斯諾亞爾斯克邊疆區負責管轄，長1公里，最高點海拔高度18米，島上無人居住。